# Cerro Puntiagudo (Región Metropolitana)
El cerro El Puntiagudo es una montaña ubicada en la Región Metropolitana de Santiago, en la Provincia de Cordillera (Chile), cercana la localidad de Termas de Colina. No debe ser confundido con el volcán Puntiagudo, que se encuentra en la Región de Los Lagos.
Con una altitud de 4126 m s. n. m. es un cerro bastante seco y con poca vegetación. Destaca por la presencia de fósiles marinos en sus laderas.
Se encuentra cercano al río Colina, tributario del Volcán.